# Histeride
Histeridele (Histeridae), numite și gândaci bondoci, este o familie mare de coleoptere (circa 3.900 de specii) cu corpul scurt, lat, oarecum turtit dorsoventral, puternic chitinizat, lucios; cu antene genuncheate și măciucate. Suprafața elitrelor prezintă strii caracteristice: o strie humerală urmată adesea de o strie subhumerală, după care sunt 3-4 strii discale. Sunt de culoare neagră, unele specii având puncte roșii pe elitre. Se hrănesc de regulă cu materii vegetale și animale în descompunere. Câteva specii sunt necrofage fiind răspândite pe cadavre, altele pot fi coprofage întâlnite în dejecțiile păsărilor și mamiferelor. Există și specii care se hrănesc cu seva copacilor. Un număr important de histeride sunt prădătoare (specii de Saprinus, Hister), larvele lor atacând adulții sau larvele altor insecte. Speciile genului Hololepta  trăiesc sub scoarța copacilor și sunt ipidiofage, fiind întâlnite în galeriile de ipide. Unele specii de histeride sunt mirmecofile și sunt răspândite în mușuroaiele de furnici. Speciile genului Hister  sunt întâlnite în dejecțiile animalelor, pe cadavre, ciuperci putrede și în alte materii vegetale și animale aflate în descompunere.
Printre speciile întâlnite în România se numără:

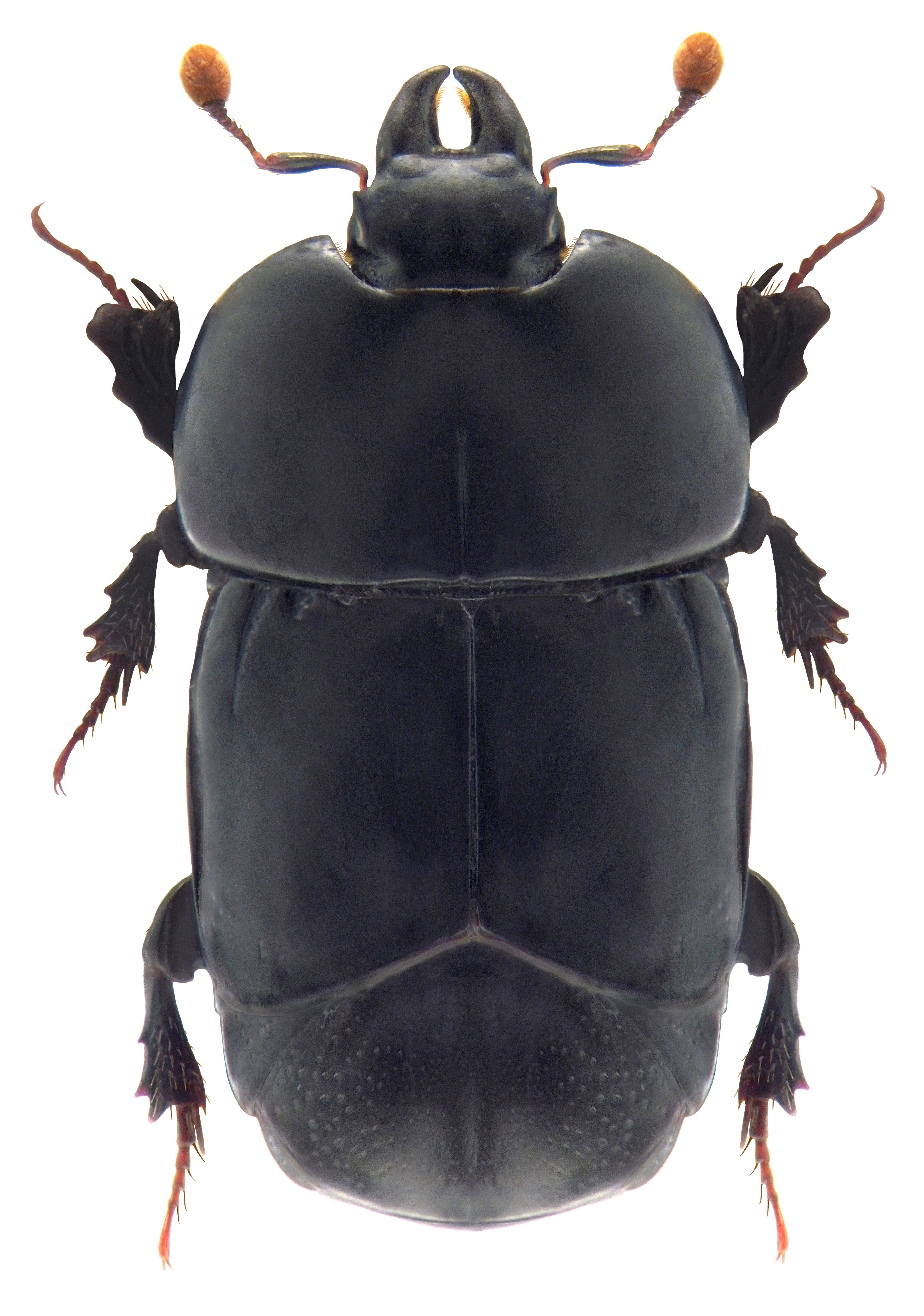
Hololepta plana
- Saprinus caerulescens
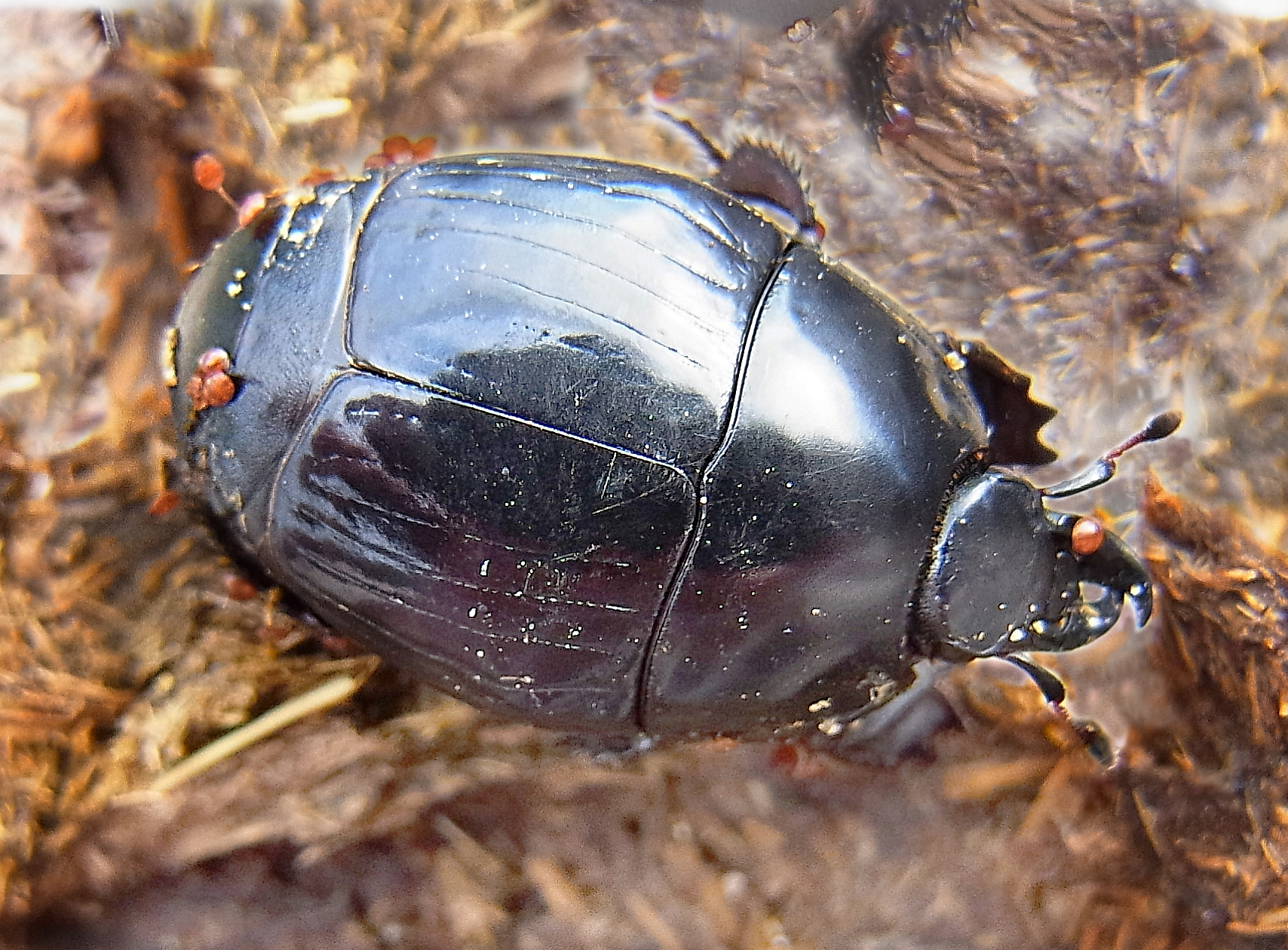
Pachylister inaequalis
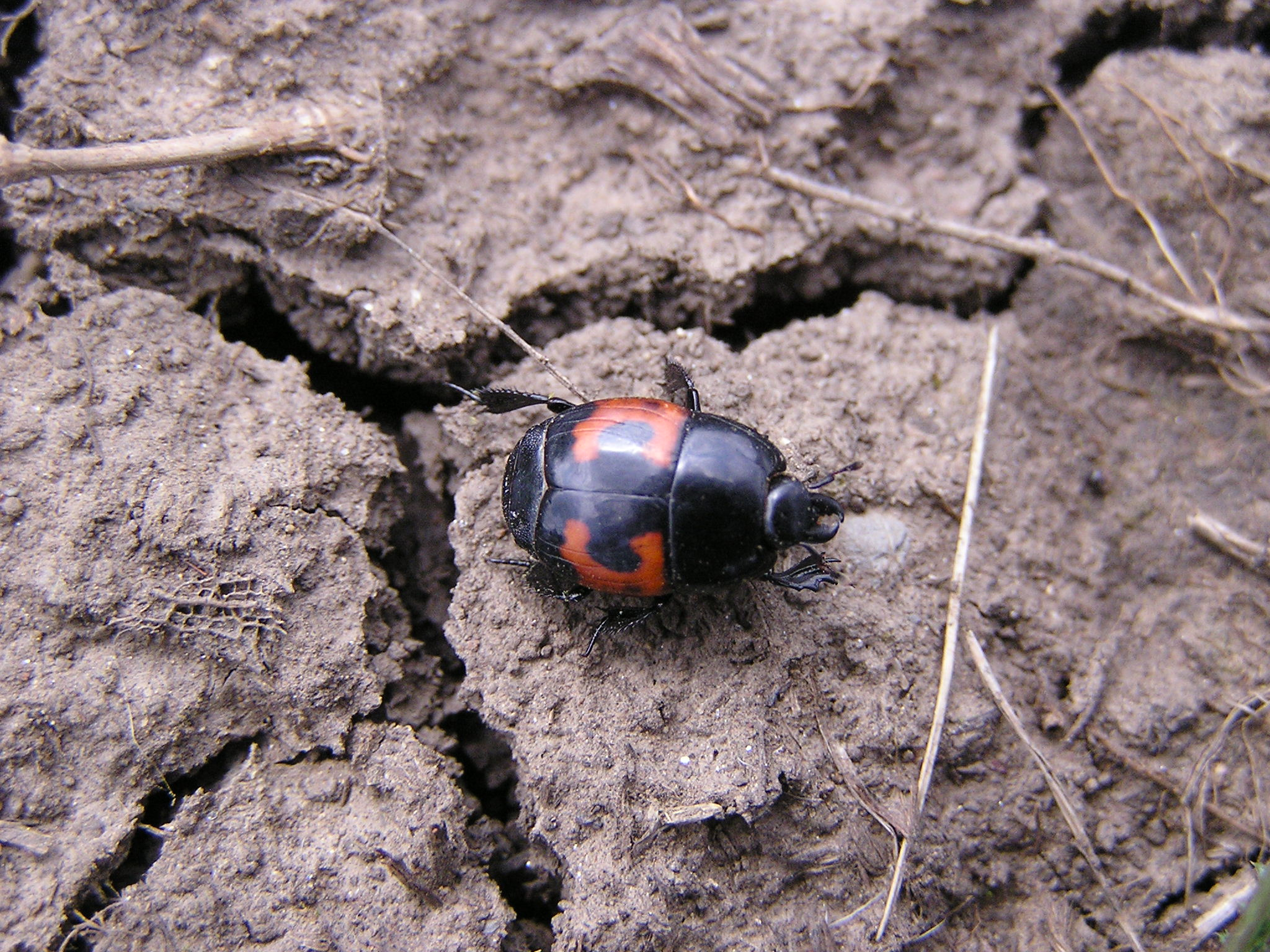
Hister illigeri
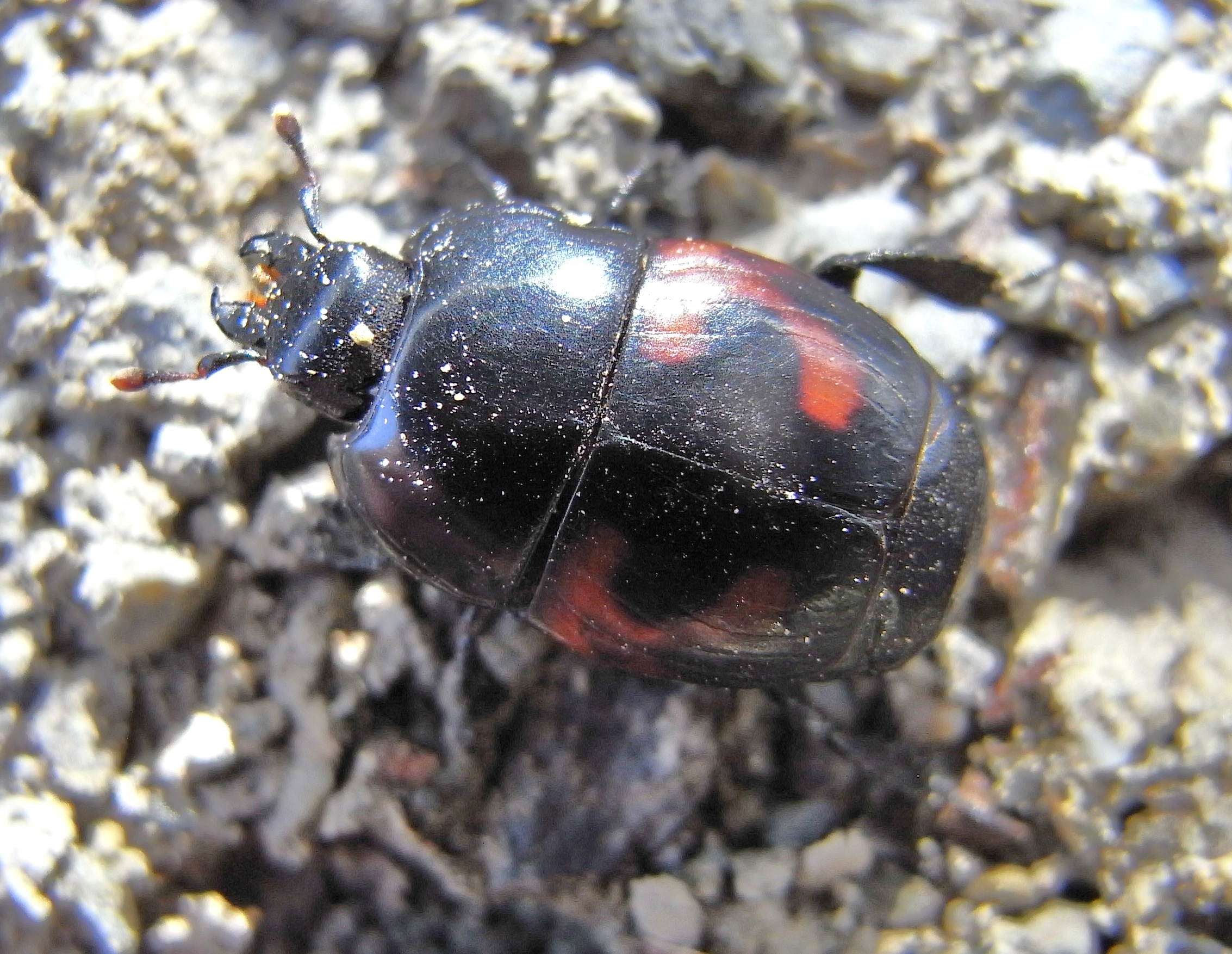
Hister brunneus
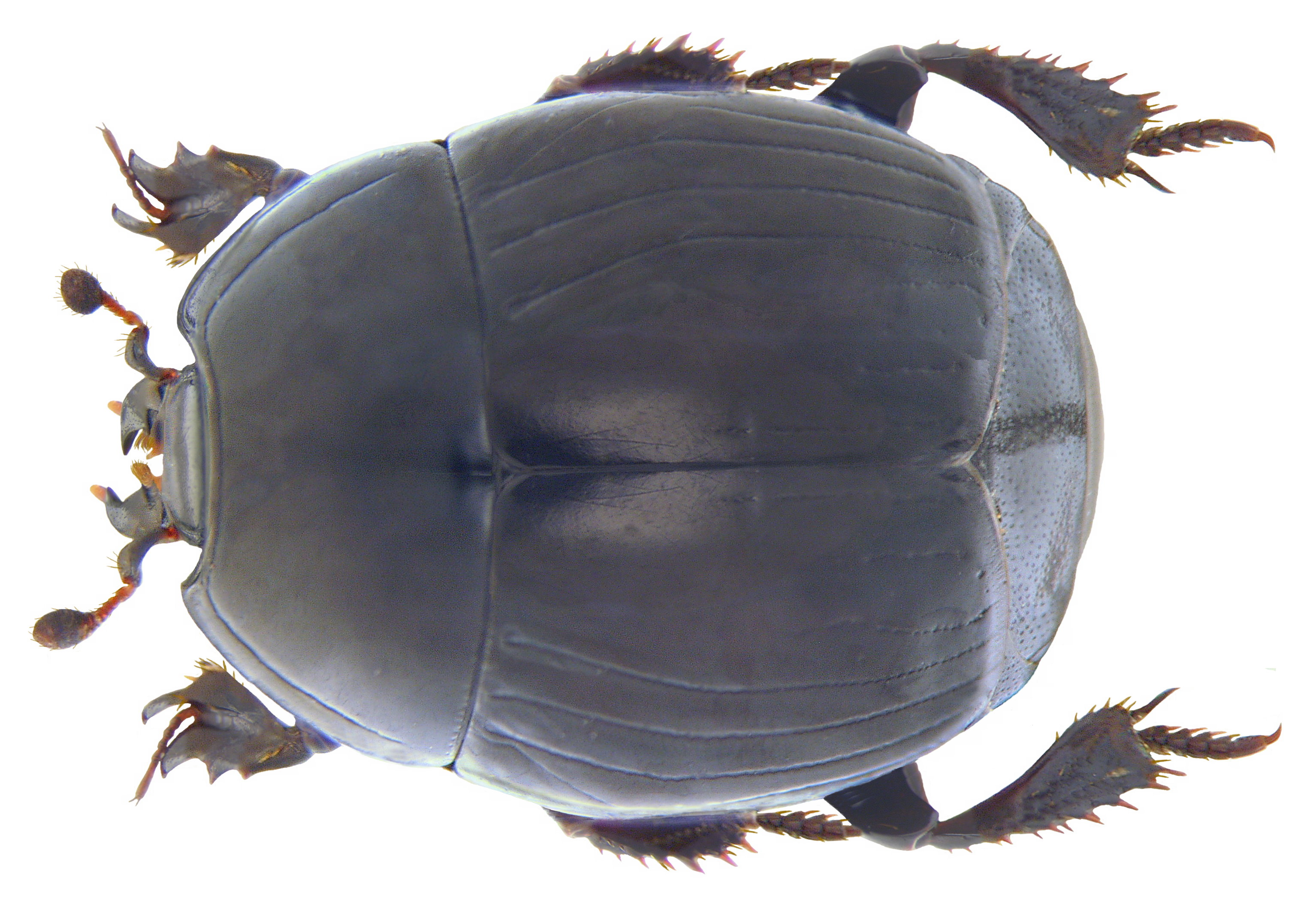
Hister quadrimaculatus
- Hister unicolor